# EV Ravensburg
EV Ravensburg (celým názvem: Eissportverein Ravensburg e. V.) je německý klub ledního hokeje, který sídlí ve městě Ravensburg ve spolkové zemi Bádensko-Württembersko. Založen byl v roce 1932 pod názvem ERV Ravensburg. Svůj současný název nese od roku 1968. Mužský tým působí v ligových soutěžích od roku 2010 pod názvem Ravensburg Towerstars. Od sezóny 2013/14 působí v Deutsche Eishockey Lize 2, druhé německé nejvyšší soutěži ledního hokeje. Klubové barvy jsou modrá a bílá.
Své domácí zápasy odehrává na stadionu Eisstadion Ravensburg s kapacitou 3 300 diváků.

## Historické názvy
Zdroj:
- 1932 – ERV Ravensburg (Eis- und Rollschuhverein Ravensburg)
- 1968 – EV Ravensburg (Eissportverein Ravensburg e. V.)
- 2007 – EVR Tower Stars (Eissportverein Ravensburg Tower Stars)
- 2010 – Ravensburg Towerstars

## Přehled ligové účasti
Zdroj:
- 1959–1960: Eishockey-Oberliga (2. ligová úroveň v Německu)
- 1961–1965: Eishockey-Gruppenliga Süd (3. ligová úroveň v Německu)
- 1965–1966: Eishockey-Regionalliga Mitte (3. ligová úroveň v Německu)
- 1966–1967: Eishockey-Regionalliga Süd (3. ligová úroveň v Německu)
- 1967–1968: Eishockey-Oberliga (2. ligová úroveň v Německu)
- 1968–1969: Eishockey-Regionalliga Süd (3. ligová úroveň v Německu)
- 1969–1973: Eishockey-Oberliga (2. ligová úroveň v Německu)
- 1973–1974: 2. Eishockey-Bundesliga (2. ligová úroveň v Německu)
- 1974–1991: Eishockey-Oberliga Süd (3. ligová úroveň v Německu)
- 1991–1992: 2. Eishockey-Bundesliga (2. ligová úroveň v Německu)
- 1992–1993: Eishockey-Oberliga Süd (3. ligová úroveň v Německu)
- 1993–1994: Eishockey-Regionalliga Süd (4. ligová úroveň v Německu)
- 1994–1996: 2. Eishockey-Liga Süd (3. ligová úroveň v Německu)
- 1996–1997: 2. Eishockey-Liga Süd (2. ligová úroveň v Německu)
- 1997–1998: 2. Eishockey-Liga (3. ligová úroveň v Německu)
- 1998–1999: 2. Eishockey-Liga (4. ligová úroveň v Německu)
- 1999–2001: Eishockey-Regionalliga Süd (4. ligová úroveň v Německu)
- 2001–2002: Eishockey-Regionalliga (4. ligová úroveň v Německu)
- 2002–2007: Eishockey-Oberliga (3. ligová úroveň v Německu)
- 2007–2013: 2. Eishockey-Bundesliga (2. ligová úroveň v Německu)
- 2013– : DEL2 (2. ligová úroveň v Německu)